# Antitype suda
Antitype suda là một loài bướm đêm trong họ Noctuidae.